# Psylla toroensis
Psylla toroensis är en insektsart som beskrevs av Shinji Kuwayama 1908. Psylla toroensis ingår i släktet Psylla och familjen rundbladloppor. Inga underarter finns listade i Catalogue of Life.